# Mcmahon's adder
Mcmahon's adder (Eristicophis macmahoni) is een slang uit de familie adders (Viperidae). 

## Naam en indeling
De wetenschappelijke naam van de soort werd voor het eerst voorgesteld door Alfred William Alcock en Frank Finn in 1897. Oorspronkelijk werd de wetenschappelijke naam Eristicophis macmahonii gebruikt. Het is de enige soort uit het monotypische geslacht Eristicophis. 
De soortaanduiding macmahoni is een eerbetoon aan de Arthur Henry MacMahon (1862 - 1949), die hielp bij het verzamelen van het holotype. 

## Verspreidingsgebied
Mcmahon's adder komt voor in een gebied in Azië dat drie landen beslaat; het zuiden van Afghanistan, het oosten van Iran en het westen van Pakistan.

## Uiterlijke kenmerken
De kop is zeer goed te onderscheiden van het lichaam door de aanwezigheid van een duidelijke insnoering. De ogen zijn relatief klein en hebben een verticale pupil. De slang heeft 23 tot 24 rijen schubben in de lengte op het midden van het lichaam, de schubben dragen lichte kieltjes. De buikschubben hebben aan iedere zijde een kleine kiel. De staart is relatief kort, de staartschubben onder de staart zijn gepaard. 

## Levenswijze
De vrouwtjes zetten eieren af en zijn niet eierlevendbarend zoals de meeste adders. 